# Acceptation en droit civil français
Pour les articles homonymes, voir Acceptation (homonymie).
En droit civil français, l'acceptation est le consentement d'une personne (appelée acceptant) à une offre de contrat qui lui a été faite. C'est un acte unilatéral de volonté, émanant du destinataire d'une pollicitation, qui montre l'intention de celui-ci de conclure le contrat.
En vertu du principe de liberté contractuelle, celui qui accepte doit toujours être libre de conclure ou de ne pas conclure le contrat : il ne pourra donc pas être contraint à accepter l'offre.
En revanche, la responsabilité délictuelle du destinataire de l'offre pourra être engagée si, du fait d'une attitude négligente, ou avec l'intention de nuire, il cause un dommage à l'offrant : ce sera ainsi le cas si le destinataire de l'offre oblige le pollicitant à maintenir son offre, en sachant pertinemment qu'il n'a aucune intention réelle de l'accepter un jour.

## Caractères

### Une acceptation pure et simple
L'acceptation doit être pure et simple, c'est-à-dire qu'elle doit porter sur tous les éléments essentiels de l'offre, : elle doit pouvoir se résumer à un simple « oui ».

#### Acceptation et contre-proposition

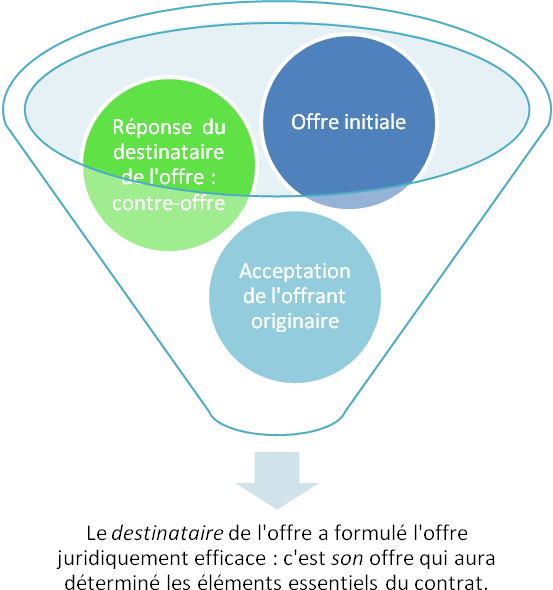
Schéma expliquant comment le destinataire de la première offre peut se retrouver émettre de l'offre juridiquement efficace.

Deux types de réponses à une offre sont finalement envisageables :
- soit le destinataire de l'offre l'accepte, et il s'agit donc bien d'une acceptation,
- soit il souhaite modifier, même de façon mineure, l'offre initiale.

Dans ce dernier cas, il s'agira d'une contre-proposition, qui produira deux effets :
- la contre-proposition rendra caduque l'offre initiale[2],[3], qui ne peut dès lors plus être valablement acceptée. Tout se passe comme si l'offrant avait valablement révoqué l'offre : on considère en effet que l'offrant dont l'offre est refusée peut légitimement s'en sentir délié et chercher à conclure avec un autre contractant[2].
- si la contre-proposition est suffisamment ferme et précise, elle vaut à son tour offre : il faudra donc, pour former le contrat, une acceptation de l'offrant initial[2].

Il ne s'agira en aucun cas d'une acceptation, que l'on pourrait déduire (notamment si, demandant une modification sur un point, il accepte tous les autres éléments essentiels du contrat), car le contenu du contrat ne pourra pas être déterminé. Or, le contrat ne pourra se former que si les deux parties s'engagent dans les mêmes termes,,,, c'est-à-dire que le contrat qui lient les parties doit avoir le même contenu. Cependant, pour qu'existe cette divergence quant au contenu du contrat, la divergence entre l'offre et l'acceptation doit être perceptible et traduire un désaccord véritable. Ce ne serait pas le cas si l'acceptation ne faisait que préciser l'objet du contrat, sans le modifier,, ou rappeler l'existence d'une règle de droit commun applicable en toute hypothèse
. Il y aurait alors, en réalité, un accord global. Cet accord reconnu, il appartient à celui qui le conteste de « prouver que la nature
et la portée des modifications demandées... (remettent) en cause l'accord intervenu ». Inversement, il y a accord ferme et définitif lorsque, après un contact téléphonique, un télégramme de conformation de l'accord a été envoyé, qui ne mentionne ni le terme « option », ni la condition d'une autorisation administrative,.
Tant que dure la phase de formation du contrat, chacun des protagonsites est appelée à jouer tour-à-tour le rôle de pollicitant et d'acceptant, de sorte que l'offre apparaît a posteriori comme « l'avant-dernière manifestation de volonté ». La négociation s'analyse en un chassé-croisé d'offre et de contre-offre, jusqu'à ce que l'une des parties accepte la proposition de l'autre.

#### Appréciation par les juges du fond
Selon la jurisprudence de la Cour de cassation française, les juges du fond doivent vérifier, pour dire qu'un contrat est formé, qu'il y a eu un accord des parties sur les conditions essentielles du contrat. De l'absence d'accord, il devra être déduit que le contrat ne s'est pas formé,,.
Ainsi, dans le contrat de vente, il n'y a pas de consentement s'il n'y a pas d'accord sur la chose vendue,,, ou sur le prix,,,.
Le contrat se forme dès lors que les parties sont d'accord sur ses éléments essentiels :
- soit qu'ils soient objectivement des éléments essentiels ;
- soit qu'ils sont tenus pour tels selon la volonté des parties[24],[25],[26],[27],[28].

Le contrat ne se forme donc pas à partir du moment où une formalité accessoire a été accomplie. Il n'est également pas nécessaire que l'accord ait précisé de façon détaillé toutes les modalités du contrat : de telles modalités peuvent être définies par les seuls usages,. Un contrat pourra donc se former malgré :
- l'imprécision d'une clause d'indexation[30] ;
- l'imprécision des modalités de paiement du prix[31],[32],[33] ;
- le silence observé sur les modalités d'exécution[32];
- les incidences fiscales[33] ;

### Une acceptation libre
Une personne est libre de refuser de contracter avec une autre : le destinataire d'une offre n'est donc pas obligée de l'accepter,.
Ainsi, le propriétaire d'un terrain, qui n'en a aucune utilité, peut refuser de le vendre, même pour le triple de sa valeur. Un consommateur est également libre de cesser de s'approvisionner chez un commerçant, sans pour autant commettre un abus de droit,.
Il existe néanmoins 2 exceptions à ce principe.
- Les entreprises qui participent au fonctionnement d'un service public, les membres de professions jouissant d'un monopole, ne peuvent refuser de passer un contrat que s'ils peuvent invoquer des raisons graves. Cette solution fait consensus lorsqu'il y a un monopole de droit[40],[41] : par exemple, un notaire français est « tenu de prêter son ministère lorsqu'il en est requis », et est donc obligé de prêter son concours pour rédiger un acte authentique[42]. Néanmoins, cette solution est controversée s'il n'y a qu'un monopole de fait[43],[44].
- Certaines dispositions interdisent spécialement le refus de contracter pour des considérations sociales et politiques :
  - La loi du 1er septembre 1948 interdit aux propriétaires de refuser de louer certains locaux en raison du nombre d'enfants du candidat locataire[45].
  - L'article L412-2 al. 1er (nouvel article L2141-5) du Code du travail interdit à un employeur « de prendre en considération l'appartenance à un syndicat ou l'exercice d'une activité syndicale pour arrêter ses décisions ».
  - Les articles 225-1 et 225-2 1° du Code pénal sanctionnent de trois ans d'emprisonnement et de 45 000 euros d'amende   le refus de la fourniture d'un bien ou d'un service à une personne « à raison de son origine, de son sexe, de sa situation de famille, de sa grossesse, de son apparence physique, de son patronyme, de son état de santé, de son handicap, de ses caractéristiques génétiques, de ses mœurs, de son orientation sexuelle, de son âge, de ses opinions politiques, de ses activités syndicales, de son appartenance ou de sa non-appartenance, vraie ou supposée, à une ethnie, une nation, une race ou une religion déterminée ». L'article 225-2 3° sanctionne de la même façon le refus de l'embauche d'un candidat salarié pour les mêmes motifs.

### La forme de l'acceptation
L'acceptation peut être :
- expresse, c'est-à-dire clairement exprimée
- tacite, c'est-à-dire non clairement exprimée, par exemple résultante des faits (ex. : le bénéficiaire exécute le contrat)
- résultante du silence, sachant que la jurisprudence présente le silence comme une forme qui ne vaut pas acceptation à elle seule[46], sauf quand les circonstances conduisent à lui donner signification d'acceptation.

Il existe des exceptions au fait que le silence ne vaut pas acceptation à lui seul :
- le silence est inscrit comme modalité à valeur d'acceptation dans une/des dispositions(s) contractuelle(s)
- l'exception ponctuelle (ex. l'article 1738 du code civil dispose que "si, à l'expiration des baux écrits, le preneur reste et est laissé en possession, il s'opère un nouveau bail dont l'effet est réglé par l'article relatif aux locations faites sans écrit")
- l'intérêt exclusif du destinataire
- les relations d'affaires où l'habitude est de s'engager par le silence

## Régime juridique

### Le délai pour accepter
Une problématique s'est posée, lors d'un arrêt de la Cour de cassation, quant à savoir si le contrat était formé au moment de l'émission de l'acceptation ou à celui de la réception de cette acceptation.
En l'espèce, une société avait conclu un contrat avec une autre s’engageant à lui acheter pendant 3 ans une certaine quantité de carburant. Ce contrat prévoyait que le représentant de la première société devait renvoyer son acceptation dans un délai de 30 jours pour que celui-ci soit valable, et que dépassée cette date, le contrat ne tiendrait plus. L'acceptation est arrivée selon l'envoyeur à temps, le récepteur de son côté a affirmé ne pas avoir reçu d’acceptation avant la date butoir. C’est pourquoi cette dernière a considéré que le contrat n’avait pas lieu d’être, et n'a dès lors pas respecté ses engagements. La Cour de cassation va affirmer qu’il y a eu échange de consentements, non pas par la réception mais par l’émission de l’acceptation, ce qui veut dire que l’acte devient parfait.
Cet arrêt va mettre en place la théorie de l’émission et de la réception, sans pour autant donner une réponse claire. Cette jurisprudence selon la doctrine, ne semble pas nette en pratique, les juges du fond privilégiant la recherche de la volonté des parties.

### Le droit de repentir
Droit de rétractation qui laisse au contractant un délai pour revenir sur le consentement qu'il a donné.